# Heterusia amita
Heterusia amita là một loài bướm đêm trong họ Geometridae.